# Reginald Hudlin
Reginald Alan Hudlin, född 15 december 1961 i Centreville, Illinois, är författare till Marvel Knights Spider-Man som är en serie om superhjälten Spider-Man med en mer vuxen framtoning och med mer våld. Han regisserade även filmerna Boomerang och Serving Sara och producerade Django Unchained.